# Testa Ciaudon
La Testa Ciaudon (in francese Tête Chaudon) è una montagna delle Alpi Liguri alta 2386 m.

## Storia
La montagna, che un tempo apparteneva totalmente all'Italia, si trova oggi sul confine con la Francia: il trattato di Parigi in questa zona fa infatti transitare il limite tra le due nazioni sul crinale padano/ligure.

## Descrizione

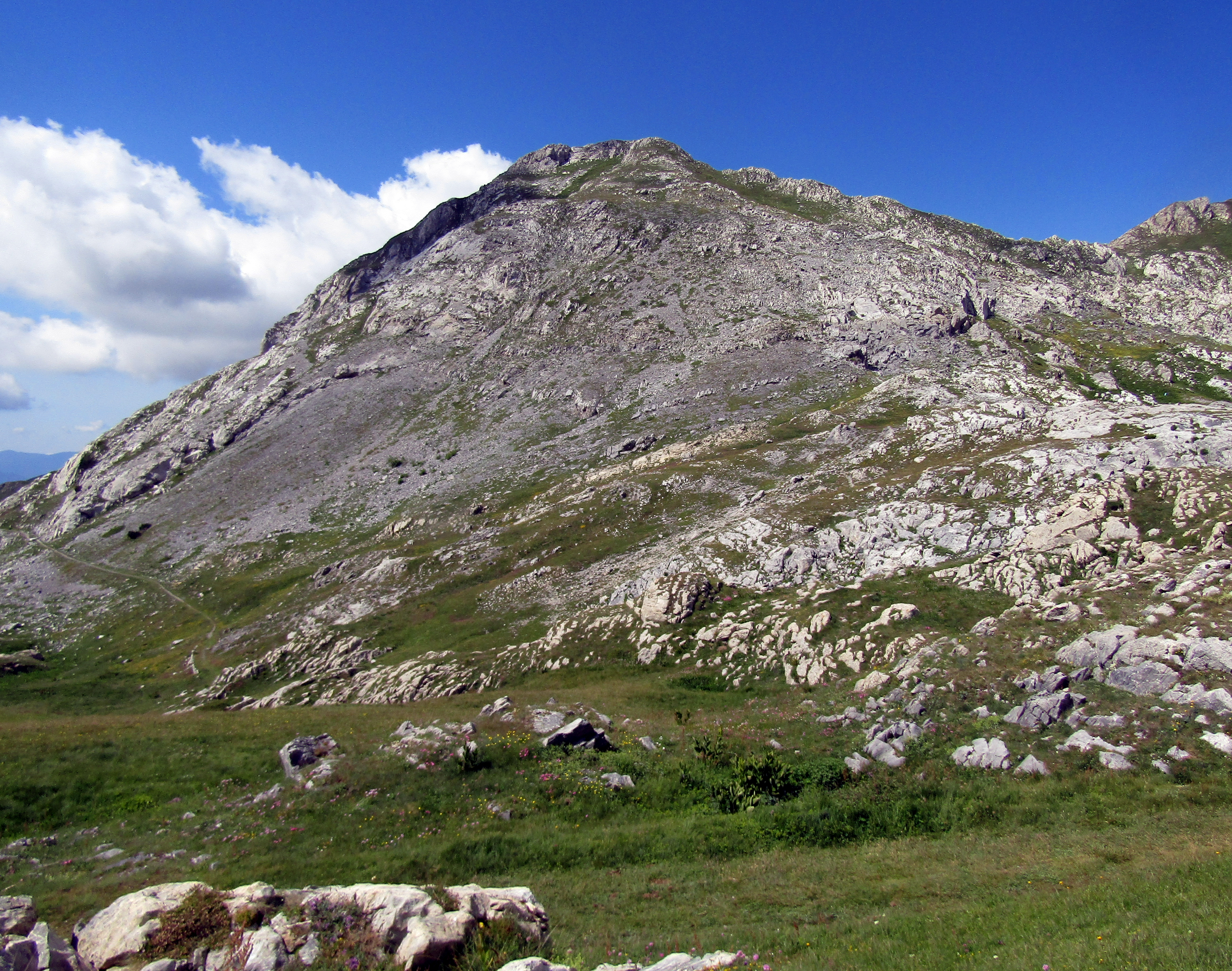
Versante est

La montagna fa parte della catena principale alpina ed è situata sullo spartiacque che separa il bacino del Tanaro (a est) dalla valle Roia. La Testa Ciaudon costituisce un importante nodo orografico perché in corrispondenza della montagna si stacca dallo spartiacque principale la lunga costiera di monti che divide tra loro la Valle Vermenagna (a ovest) dalla Valle Pesio. Verso nord questa costiera, dopo la Colla Malaberga (o Colla Malabera, 2312) m, risale prima alla Punta San Salvatore e poi, dopo una modesta inflessione, alla Cima della Fascia. Sul crinale padano/ligure la Testa Ciaudon è invece delimitata da due profonde infossature, ad ovest il Col della Boaria e ad est, in direzione della Punta Straldi e del Marguareis, dalla Colla Piana di Malaberga (2.219 m), nei pressi della quale si trova la capanna Morgantini, un rifugio dedicato agli speleologi. Nella SOIUSA la montagna dà il nome al Nodo della Testa Ciaudon, un sottogruppo alpino.
La cima, dalla quale si gode di un vasto panorama, è segnalata da un cippo di confine; a breve distanza dal punto culminante si trova un grosso ometto di pietrame. La sua prominenza topografica è di 80 metri.

## Geologia
La zona dove sorge la montagna è di natura carsica e cronologicamente la sua origine risale al Mesozoico.

## Accesso alla vetta

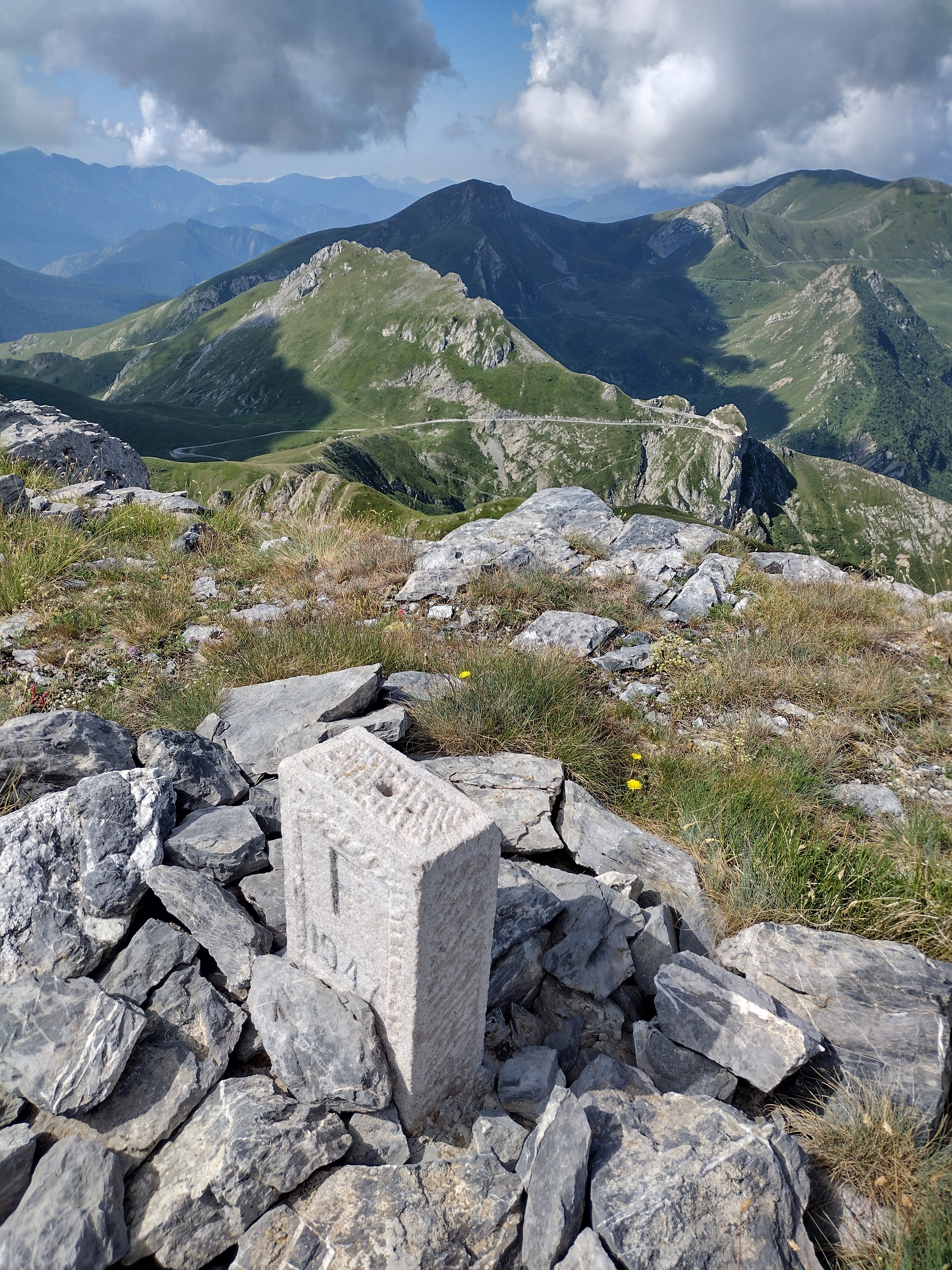
Cippo di confine sulla cima

La Testa Ciaudon può essere raggiunta dalla Colla Piana con un breve itinerario di tipo escursionistico, che passa per la Colla di Malaberga e per il crinale nord del monte. A sua volta il valico è raggiungibile con l'ex strada militare Limone - Monesi, che la collega con il Colle di Tenda e con Monesi di Triora. La montagna è anche una meta di escursioni invernali e primaverili scialpinistiche o con le ciaspole, da effettuarsi solo in presenza di neve ben assestata.

## Protezione della natura
I versanti della montagna affacciati sulla Val Pesio fanno parte del Parco naturale del Marguareis.